# یواس‌اس چیوو (اس اس-۳۴۱)
یواس‌اس چیوو (اس اس-۳۴۱) (به انگلیسی: USS Chivo (SS-341)) یک زیردریایی است که طول آن ۳۱۱ فوت ۹ اینچ (۹۵٫۰۲ متر) می‌باشد. این زیردریایی در سال ۱۹۴۵ ساخته شد.